# Jean Wyllys de Matos Santos
Jean Wyllys de Matos Santos (Alagoinhas, 10 de març de 1974) és un periodista, professor universitari i polític brasiler. Afiliat al Partit dels Treballadors (PT), va ser diputat federal per Rio de Janeiro.
Wyllys és també conegut per haver participat i guanyat el 2005 la cinquena edició del programa de telerealitat Big Brother Brasil de Rede Globo.
Després d'unir-se al Partit Socialisme i Llibertat (PSOL) el 2009, va ser elegit per primera vegada a la Cambra de Diputats el 2010. A les eleccions de 2014, va ser reelegit com la setena persona més votada entre els candidats a diputat federal de l'estat de Rio de Janeiro, amb vora 145.000 vots vàlids. Ha estat comparat amb Harvey Milk per la seva labor com a diputat.
El 2015, The Economist va classificar-lo com una de les 50 personalitats que més lluiten per la diversitat al món. El 2012 i el 2015, Wyllys va ser escollit pels internautes com el millor diputat federal del Brasil pel Premi Congresso em Foco. Va ser reelegit per un tercer mandat el 2018, gràcies al quocient electoral, amb 24.295 vots, tot i que va decidir, després de rebre amenaces de mort, no prendre possessió del càrrec i exiliar-se a Barcelona, on s'hi va estar gairebé 4 anys i mig.

## Biografia
Wyllys va néixer al municipi d'Alagoinhas, a l'interior de l'estat de Bahia, l'any 1974 en una família pobra. L'any 2004, Wyllys va cursar el postgrau de Periodisme i Drets Humans a la Universitat Jorge Amado de Salvador. El 2010, va esdevenir el primer diputat obertament gai del parlament brasiler, i va ser un dels parlamentaris més actius en la defensa dels drets humans, especialment en relació als drets LGBT.
Wyllys va ser un dels autors del projectes de llei que tenia com a objectiu la derogació de determinats articles del Codi civil que regulaven el matrimoni, de manera que hi hagués reconeixement del matrimoni civil i unió estable entre persones del mateix sexe (PL 5120/2013) i la regulació de l'activitat de les treballadores sexuals (PL 4211/2012). En el seu rol de parlamentari, sempre va ser un dels més ferms lluitadors contra el bolsonarisme i altres grups conservadors presents a la Cambra.
El novembre de 2018, la Comissió Interamericana de Drets Humans de l'Organització dels Estats Americans (OEA) va exigir mesures de protecció per a Jean Wyllys per part del Govern Federal del Brasil, davant les constants amenaces de mort que va rebre.
El 24 de gener de 2019, Wyllys va anunciar que renunciava a optar al seu tercer mandat com a diputat federal per l'estat de Rio de Janeiro, i que deixaria de viure al Brasil, per a dedicar-se a la seva carrera acadèmica. Des de l'assassinat el 2018 de la regidora i amiga Marielle Franco, Wyllys vivia amb escorta policial. Segons les seves declaracions a Folha de S.Paulo: «la intensificació de les amenaces de mort, recurrents fins i tot abans de l'execució de Marielle, i les accions de la milícia a l'estat, m'han portat a prendre la decisió». El Ministeri de Justícia va afirmar en un comunicat que la Policia Federal havia iniciat diverses investigacions per a esclarir les amenaces a Wyllys i que n'havia identificat un dels autors, Marcelo Valle Silveira Mello, detingut des del maig de 2018 en l'operació Bravata.
El 15 de febrer de 2019 va fer la seva primera aparició pública des que es va retirar del seu mandat, participant a la sessió de la pel·lícula Marighella, dirigida per l'actor Wagner Moura, al 69è Festival Internacional de Cinema de Berlín.
El maig de 2021 va anunciar la seva afiliació al Partit dels Treballadors (PT). En sortir del PSOL, Wyllys va afirmar que el partit patia el complex d'Èdip amb el PT. La seva afiliació va comptar amb la participació de notoris membres del PT com Luiz Inácio Lula da Silva, Dilma Rousseff, Fernando Haddad i Gleisi Hoffmann.
El juny de 2023, Wyllys va tornar al Brasil, després de més de quatre anys residint a la capital catalana. Va ser rebut al Palau de Planalto pel president Lula. Es va saber que el d'Alagoinhas demanaria de nou escorta policial.

## Obra publicada
- Aflitos,[44] guanyador del Premi Copene de Literatura (actual Premi Braskem)[45]
- Still Remember[46]
- Ainda Lembro. Crônicas e experiências vividas no BBB5 (2005)[47]
- Tudo ao mesmo tempo agora. Crônicas e perturbacoes (2009)
- Tempo bom tempo ruim. Identidades, políticas, afeto (2014)[48]